# HD 105416
HD 105416 (eller HR 4620) är en ensam stjärna i den mellersta delen av stjärnbilden Kentauren som också har Bayer-beteckningen E Centauri. Den har en skenbar magnitud av ca 5,34 och är svagt synlig för blotta ögat där ljusföroreningar ej förekommer. Baserat på parallax enligt Gaia Data Release 2 på ca 5,8 mas, beräknas den befinna sig på ett avstånd på ca 560 ljusår (ca 172 parsek) från solen. Den rör sig bort från solen med en heliocentrisk radialhastighet på ca 7 km/s. och ingår sannolikt i undergruppen Lower Centaurus Crux i Sco OG2-föreningen.

## Egenskaper
HD 105416 är en vit till blå stjärna i huvudserien av spektralklass K3 III. Den har en massa som är ca 3,4 solmassor, en radie som är ca 5,8 solradier och har ca 302 gånger solens utstrålning av energi från dess fotosfär vid en effektiv temperatur av ca 9 900 K.